# Juan Andrés Perelló Rodríguez
Juan Andrés Perelló Rodríguez (ur. 1 lipca 1957 w Buñolu) – hiszpański prawnik, polityk i samorządowiec, poseł do Parlamentu Europejskiego VII kadencji.

## Życiorys
Z wykształcenia prawnik, praktykował jako adwokat. Od 1983 do 1995 był radnym i burmistrzem rodzinnego Buñolu, następnie przez cztery lata zasiadał w radzie prowincji Walencja. Pomiędzy 1991 a 2007 w różnych okresach wchodził w skład komitetu wykonawczego i narodowego Hiszpańskiej Socjalistycznej Partii Robotniczej. Był posłem I, II, V, VI i VII kadencji w Kortezach Walencji, w latach 1999–2007 zajmując urząd wicemarszałka regionu.
W wyborach w 2009 z ramienia PSOE uzyskał mandat deputowanego do Parlamentu Europejskiego. W PE przystąpił do grupy Postępowego Sojuszu Socjalistów i Demokratów, wybrano go też do Komisji Ochrony Środowiska Naturalnego, Zdrowia Publicznego i Bezpieczeństwa Żywności.